# Jesús Eduardo Zavala
Jesús Eduardo Zavala Castañeda (Monterrey, Nuevo León, México; 21 de julio de 1987) es un ex-futbolista mexicano, jugaba como mediocampista y su último equipo fue el Mazatlán F. C. de la Liga MX. Fue también jugador internacional con México.

## Trayectoria

### Club de Fútbol Monterrey
Llegó a las fuerzas básicas de las Chivas a los 12 años en la posición de delantero y en el 2004 pasó a jugar al equipo de Monterrey de Segunda División. Poco después pasó a la filial de la Primera "A", el Rayados "A", donde estuvo solo una temporada, y finalmente debutó en Primera División bajo el mando de Miguel Herrera el 11 de febrero de 2006 en un partido contra el Toluca. En el Apertura 2006 regresó a Primera "A", nuevamente con el equipo filial, para después volver al primer equipo en el Torneo Clausura 2008 bajo el mando de Ricardo Antonio La Volpe, donde solía ser suplente de Humberto Suazo, Jared Borgetti y Carlos Ochoa. Anotó su primer gol el 4 de octubre de 2008 en un partido contra Jaguares de Chiapas que terminó 1-2 a favor de los chiapanecos.
En el Torneo Clausura 2009 cuando el técnico Víctor Manuel Vucetich llega al club, decide probarlo en otra posición, la de mediocampista, la cual le vendría muy bien a Jesús, ya que tuvo su mejor torneo en números desde su debut jugando 8 partidos, 4 de ellos de titular. 
Para el próximo Toreno Apertura 2009 tiene más participación en el cuadro titular, compartiendo el medio campo rayado con Gerardo Galindo y el capitán Luis Ernesto Pérez, jugando así 16 partidos: 8 de titular y 8 de suplente. En la fecha 14 en un partido vs San Luis FC recibe la primera expulsión de su carrera. Al terminar el torneo conseguiría su primer título de Liga con el cuadro del Monterrey al vencer en la final al Cruz Azul FC 4-6 global y jugando 3 minutos en la final de vuelta al entrar por Aldo de Nigris. 
En el Torneo Apertura 2010 se consolidaría como titular indiscutible  del Monterrey jugando 1,445 minutos en 23 partidos y anotando un gol contra el Club Deportivo Toluca, partido el cual ganó Monterrey 2-0. En este torneo logró su segundo título de Liga con el Club de Fútbol Monterrey, ya como gran referente e ídolo de la afición rayada.
En los años siguientes ganaría la Liga de Campeones de la Concacaf 2010-11, 2011-12, 2012-13 y la Copa MX Apertura 2017, siendo uno de los futbolistas con más títulos ganados en el club aparte de ser subcampeón de los torneos Clausura 2012, Clausura 2016 y Apertura 2017.

### Mineros de Zacatecas
El 12 de junio de 2018, al ya no entrar en planes de Monterrey, se oficializó su traspaso con los Mineros de Zacatecas, en compra definitiva.

### Club Puebla
El 10 de diciembre de 2018, al tener buenas actuaciones con Zacatecas se oficializó su traspaso al Club Puebla regresando a primera división convirtiéndose en el primer refuerzo de cara al Clausura 2019.

### FC Juárez
El 10 de julio de 2020, Fútbol Club Juárez dio conocer de manera oficial la llegada de Zavala a la institución, quien incrementará la competencia en el medio campo con su vasta experiencia en el futbol mexicano.

## Selección nacional

### Selección absoluta
El 18 de junio de 2011 debutó en la Copa de Oro con la selección mexicana en el partido en que México ganó con marcador de 2-1 a su similar de Guatemala en los cuartos de final. Dicho partido se llevó a cabo en Nueva Jersey.

### Participaciones en Copa FIFA Confederaciones
| Copa                      | Sede   | Resultado    |
| ------------------------- | ------ | ------------ |
| Copa Confederaciones 2013 | Brasil | Primera Fase |

### Participaciones en Copa de Oro de la Concacaf
| Copa          | Sede           | Resultado |
| ------------- | -------------- | --------- |
| Copa Oro 2011 | Estados Unidos | Campeón   |

## Palmarés

### Campeonatos nacionales
| Título          | Club      | País   | Año  |
| --------------- | --------- | ------ | ---- |
| Torneo Apertura | Monterrey | México | 2009 |
| Torneo Apertura | Monterrey | México | 2010 |
| Copa MX         | Monterrey | México | 2017 |

### Campeonatos internacionales
| Título                     | Club               | País           | Año  |
| -------------------------- | ------------------ | -------------- | ---- |
| Interliga                  | Monterrey          | Estados Unidos | 2010 |
| CONCACAF Liga Campeones    | Monterrey          | Estados Unidos | 2011 |
| Copa de Oro de la Concacaf | Selección mexicana | Estados Unidos | 2011 |
| CONCACAF Liga Campeones    | Monterrey          | México         | 2012 |
| CONCACAF Liga Campeones    | Monterrey          | México         | 2013 |

Otros logros:
- Subcampeón del Clausura 2012, Clausura 2016 y Apertura 2017 con el CF Monterrey.
- Tercer lugar en el Mundial de Clubes de 2012 con el CF Monterrey.